# Wanda Skuratowicz
Wanda Skuratowicz, z d. Aniszkiewicz (biał. Ванда Скуратовіч, ur. 25 maja 1925 w Zosino, zm. 11 stycznia 2010) – białoruska katolicka działaczka społeczno-religijna, obrończyni wolności wyznania w czasach ZSRR, odznaczona tytułem Sprawiedliwej wśród Narodów Świata za uratowanie żydowskiej rodziny w czasie II wojny światowej.

## Życiorys
Urodziła się 25 maja 1925 roku. W czasie okupacji Białorusi przez III Rzeszę wraz z rodziną uratowała rodzinę żydowską, za co później otrzymała od państwa Izrael honorowy tytuł Sprawiedliwej wśród Narodów Świata.
W okresie powojennym, w czasie prowadzonej przez państwo przymusowej ateizacji, jej mieszkanie pełniło funkcję świątyni – była w nim przechowywana Eucharystia, odbywały się nabożeństwa, często spotykali się duchowni rzymsko- i greckokatoliccy. W sytuacji braku duchownych samodzielnie ochrzciła kilka osób. Działała na rzecz zwrócenia białoruskim katolikom świątyni w Mińsku. Wraz z innymi wiernymi przez 10 lat starała się o ponowne otwarcie kościoła na Cmentarzu Kalwaryjskim, m.in. jeżdżąc w tej sprawie z petycjami do Moskwy. Starania te uwieńczone zostały sukcesem, gdy jesienią 1980 roku władze zezwoliły na otwarcie kościoła.
Po nadejściu wolności religijnej Wanda Skuratowicz nadal pracowała z młodzieżą rzymsko- i greckokatolicką. Wielu młodych białoruskich katolików, zwłaszcza z parafii św. Trójcy, to jej dawni wychowankowie.
Wanda Skuratowicz zmarła 11 stycznia 2010 roku. Msza pożegnalna odbyła się 13 stycznia o godz. 12:00 w Kościele św. Trójcy na Złotej Górce. Uczestniczył w niej m.in. archimandryta Jan Sergiusz Gajek, wizytator apostolski Kościołów greckokatolickich na Białorusi, a także duchowni rzymsko- i greckokatoliccy oraz greckokatolicka młodzież. Pochowana została na cmentarzu katolickim w Okolicy pod Mińskiem.